# Zénith Limoges Métropole
Le Zénith Limoges Métropole est une salle de spectacle établie à Limoges qui accueille divers concerts et spectacles. Le Zénith est sans équivalent de capacité dans un rayon de 150 kilomètres.
Son armature est en douglas du Limousin, recouverte d'une enveloppe de polycarbonate qui devient transparent lorsqu'il s'illumine.

## Histoire
Le Zénith Limoges Métropole est un projet qui date de 1995, et est devenu le premier grand projet de Limoges Métropole. Longtemps retardé pour des raisons politiques, la première pierre est finalement posée le 8 avril 2005. Il sera le 14e Zénith en France. 
Son inauguration a eu lieu le 8 mars 2007 par le maire Alain Rodet. L'ouverture officielle du Zénith est assurée par Michel Polnareff le 17 mars pour son premier concert hors Paris après son grand retour en France.

## Situation géographique
Le Zénith Limoges Métropole se trouve au 16, avenue Jean Monnet, implanté entre le carrefour d'Ester et celui d'Uzurat, près du Parc des Expositions, sur un terrain de 51 670 m2. Une partie du Bois de la Bastide a été détruite durant sa construction. Une sortie de l'autoroute A20 se trouve à proximité.

### Accès
Ce lieu est desservi par les lignes de bus de la TCL : d10 et 21 (station Zénith), 20 (station Carrefour de l'Europe),  10 et 18 (station 4 Routes) ou la navette Zénith.

## Capacité
Le Zénith Limoges Métropole peut accueillir jusqu'à 6 800 spectateurs en configuration assis/debout et 4 513 spectateurs en placement tout assis. 
Le parking a une capacité de 1 500 places. Deux autres parkings à proximité sont reliés par une navette les jours de grand concert.